# マーク・ミッチェル
マーク・ミッチェル（Mark Mitchell 1968年5月2日-）は、アメリカ合衆国の元フィギュアスケート選手で、現在はコーチ兼、コリオグラファー（振付師）。ボストンにてペーター・ヨハンソンと共に指導している。

## 来歴

### アマチュア時代
ミッチェルは1986年の全米ジュニアチャンピオンである。また1990年に全米選手権で3位になったが、世界選手権に派遣されなかった。ミッチェルの代わりに派遣されたのは、背中の痛みで負傷していた、クリストファー・ボウマンが不戦勝の形で派遣された。翌年91年は全米選手権4位で、これも世界選手権に派遣されなかった。

1992年にも全米選手権で3位になるが、1992年アルベールビルオリンピックに派遣されなかった。トッド・エルドリッジが不戦勝の形でオリンピックに派遣された。しかし1992年世界選手権に派遣されて5位となり、エルドリッジより上の成績だった。

1993年全米選手権2位で、世界選手権に派遣されてショートプログラムで満点の6.0をもらう。ショートプログラムはカート・ブラウニングに次いで2位だったが、フリーで逆転され最終的に4位に終わる。そのため、1994年リレハンメルオリンピックのアメリカ男子枠は2となる。これは当時のルールで、オリンピック前年の世界選手権で3位以内に入らないと3枠は取れないルールによる。現在はこのルールは解消されている。

1993年以降は、ミッチェルはイタリアに渡り、カルロ・ファッシの指導をうける。その後、プロ化宣言をしたが、1994年全米選手権で5位となりリレハンメルオリンピックには派遣されなかった。1994年以降はプロになり、チャンピンズオンアイスでツアーを回っている。

### 指導歴
彼は現在ボストンのスケートクラブで、前スウェーデンナショナルチャンピオンのペーター・ヨハンソンともにコーチをしている。教え子には2007年世界ジュニア優勝者のスティーブン・キャリエール、2008年東部セクション優勝者のカトリーナ・ハッカー、2007年全米ジュニア4位のカレン・オイ、2007年東部セクション優勝のKylie Gleason、二度のジュニアグランプリ優勝のJuliana Cannarozzo,2008年全米ジュニア3位のBrittney Rizo,2007年カナダジュニア優勝者のDana Zhalko-Tytarenko、2009年全米ジュニア優勝者のロス・マイナー

以前コーチしたのは2003年全米4位のスコット・スミス、2007年全米2位のエミリー・ヒューズ、2004年全米ジュニア2位のJason Wong,2003年全米ノービス3位のJessica Houston,2003年全米ジュニア優勝のErica Archambault.がいる

ミッチェルとヨハンソンは2003 、2006、2007年のUSFSA/PSA 優秀コーチに、2006年USOC 最優秀コーチに選ばれている。

## 戦歴
| Event                  | 82-83 | 83-84 | 84-85 | 85-86 | 86-87 | 87-88 | 88-89 | 89-90 | 90-91 | 91-92 | 92-93 | 93-94 |
| ---------------------- | ----- | ----- | ----- | ----- | ----- | ----- | ----- | ----- | ----- | ----- | ----- | ----- |
| 世界選手権             |       |       |       |       |       |       |       |       |       | 5     | 4     |       |
| 全米選手権             | 3 N   |       |       | 1 J   |       |       | 8     | 3     | 4     | 3     | 2     | 5     |
| スケートアメリカ       |       |       |       |       |       |       |       | 4     |       |       | 3     |       |
| スケートカナダ         |       |       |       |       |       |       |       |       | 3     |       |       | 2     |
| エリック・ボンパール杯 |       |       |       |       |       |       |       |       |       |       | 1     |       |
| ボフロスト杯           |       |       |       |       |       |       |       |       |       | 1     |       |       |
| ノヴァラート杯         |       |       |       |       | 3     |       | 1     |       |       |       |       |       |

- J - ジュニアクラス